# 페트로브라스

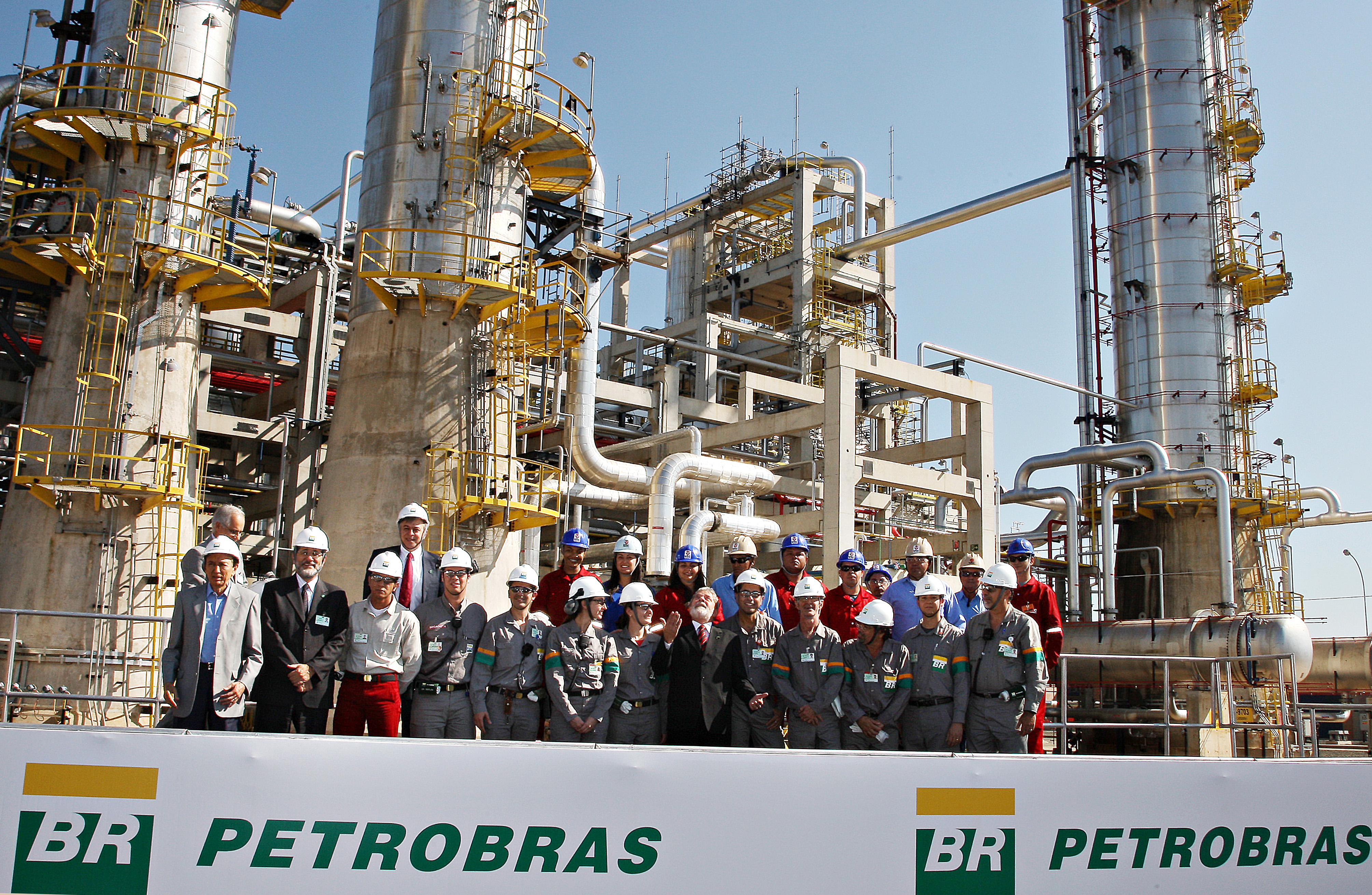

페트로브라스(포르투갈어: Petróleo Brasileiro S.A., Petrobras, NYSE: PBR, PBRA)는 브라질의 반관반민(半官半民) 에너지 기업이다.
1953년 제툴리우 바르가스 대통령의 주도로 국영으로 설립되었다. 1990년대까지 국영으로 브라질 석유사업을 독점하며 브라질 근해의 유전을 개발했다. 1997년 독점이 철폐되면서 경쟁 체제로 들어갔으며, 이 회사는 적극적인 해외 진출을 시도하여 성공을 거두었다. 현재 페트로브라스는 라틴아메리카에서 매출액과 자산 기준으로 최대 규모의 기업이다. 현재도 브라질 정부가 지분의 절반 이상을 보유하고 있다. 본사는 리우데자네이루에, 물류 사무소는 상파울루에 있다. 상파울루와 뉴욕 증권거래소에 상장되어 있다.